# 모곤
모곤(茅坤, 1512.8.31 ~ 1601.12.22)은 자(字)가 순보(順甫)이고 호(號)는 녹문(鹿門)이며, 절강(浙江) 귀안현(歸安縣)(오늘날 호주시(湖州市)) 출신이다. 명대 정치가, 문학가, 장서가이며 진사(進士) 출신이다. 평서 『당송팔대가문초(唐宋八大家文鈔)』는 만력(萬曆) 7년 기묘년(1579) 중춘에 완성되었으며, 후세 문학사에 큰 영향을 끼쳤다.

## 생애
모곤은 정덕7년(1512) 음력 7월 21일 출생하였다. 가정17년(1538) 진사에 합격하였다. 청양현(靑陽縣), 단도현(丹徒縣) 지현(知縣)을 역임했다. 예부주사(禮部主事)로 전근된 후, 광서병비첨사(廣西兵備僉事)가 되었으나, 광평통판(廣平通判)으로 폄적(貶謫) 강등되었다. 이후 광서 요족(瑤族) 반란을 정벌한 공으로 대명병비부사(大名兵備副使)로 전근되었으나 오래되지 않아 파직되어 귀향하였다. 이후 고향에서 50년을 머물렀다. 가정26년(1547) 호종헌(胡宗憲)의 막료(幕僚)가 되었다.
만력29년(1601) 음11월 28일 90세의 나이로 사망했다. 무강(武康)(오늘날 덕청현德淸縣 무강진武康鎭) 계룡산(鷄籠山)에 묻혔다.

## 평가
전겸익(錢謙益) : "모곤의 글짓기는 도도하고 망망하며 문장의 숨은 기운이라 한다. 사마천(司馬遷) 이후 천여년 만에 구양수(歐陽修)를 얻었고 다시 500년 뒤에 모자(茅子, 모곤)를 얻었다. 세속의 진한(秦漢)을 거짓되게 모방하려는 자들을 증오하고, 당송팔대가의 문에 비점(批點)을 달고 올바로 잡았다."
왕부지(王夫之) : "시는 승려 교연(皎然)과 우백생(虞伯生, 우집虞集)이 있고, 경전 해석에는 모록문(茅鹿門, 모곤)과 탕빈윤(湯賓尹)과 원료범(袁了凡, 원황袁黃)이 있다. 이들은 모두 땅에다 경계를 그리고 감옥을 만들어 그 안에 사람을 가두는 자들이니, 죽는 길로 가는 법을 갖추고 있다. 죽는 길로 가는 법을 갖췄다는 것은 결국 식견(識見)과 도량(度量)이 좁은 탓이다. 잡극을 연출하는 경우, 방장(方丈)의 대 위에서 하기에 아름다운 걸음걸이가 있으나, 조금이라도 한 걸음만 옮기면 혼란에 빠진다. 대로를 치달려 천리길을 가야 하는데도 이러한 보법을 사용하는 것은, 아주 어리석은 자라도 하지 않을 것이다."

## 저서
『사기초(史記鈔)』, 『기초제서해본말(紀剿除徐海本末)』 등을 저술했다.
평선(評選) 『당송팔대가문초(唐宋八大家文鈔)』가 있고, 선집(選輯)에는 당(唐) 시기 한유(韓愈), 유종원(柳宗元), 송대(宋代) 구양수(歐陽修), 소순(蘇洵), 소식(蘇軾), 소철(蘇轍), 증공(曾鞏), 왕안석(王安石) 등 팔대가 문장 164권을 선집하였다. 목적은 팔대가 문장 중 육경(六經)의 정수를 얻은 것을 선양하기 위함이며, 당송팔대가(唐宋八大家)라는 명칭이 이로부터 유행하기 시작하였다.

## 일사
『호록(湖錄)』에 기재된 모곤의 장서는 당시 한 지역에 크게 이름을 떨쳤으며, 장서루만 수십 칸이었으나 책이 너무 많아 이루 다 수용할 수 없을 지경이었다. 후에 그 손자 모원의(茅元儀)가 『백화루서목(白華樓書目)』을 편찬하면서 '9학10부(九學十部)'로 나눴다. '9학'은 1. 경학(經學), 2. 사학(史學), 3. 문학(文學), 4. 설학(說學), 5. 소학(小學), 6. 병학(兵學), 7. 유학(類學), 8. 수학(數學), 9. 외학(外學)이다. 9학 이외에도 '세학(世學)'을 추가하여 '10부'라고 칭한다.

## 가족
- 증조부 : 모강(茅剛)
  - 조부 : 모계(茅珪)
    - 부친 : 모천(茅遷)
    - 모친 : 이씨(李氏)[3]
      - 아들 : 모유(茅維), 자(字) 효약(孝若), 호(號) 승담(僧曇), 명대 극작가.
        - 손자 : 모원의(茅元儀)，자(字) 지생(止生), 호(號) 석민(石民), 동해파신(東海波臣), 몽각주인(夢閣主人), 반석지산공(半石址山公), 명대 군사가.

## 같이 보기
- 모원의
- 호종헌